# Renault Triber
Le Triber est un crossover urbain produit par le constructeur automobile français Renault à partir de 2019 en Inde.

## Présentation
Le Renault Triber (code projet en interne : RBC) est présenté à New Delhi le 19 juin 2019. Il se destine principalement au marché indien où il est produit, mais est également exporté vers de nombreux marchés émergents où la conduite se fait à droite (pays voisins de l'Inde, Afrique australe, Indonésie),,,.

## Caractéristiques techniques

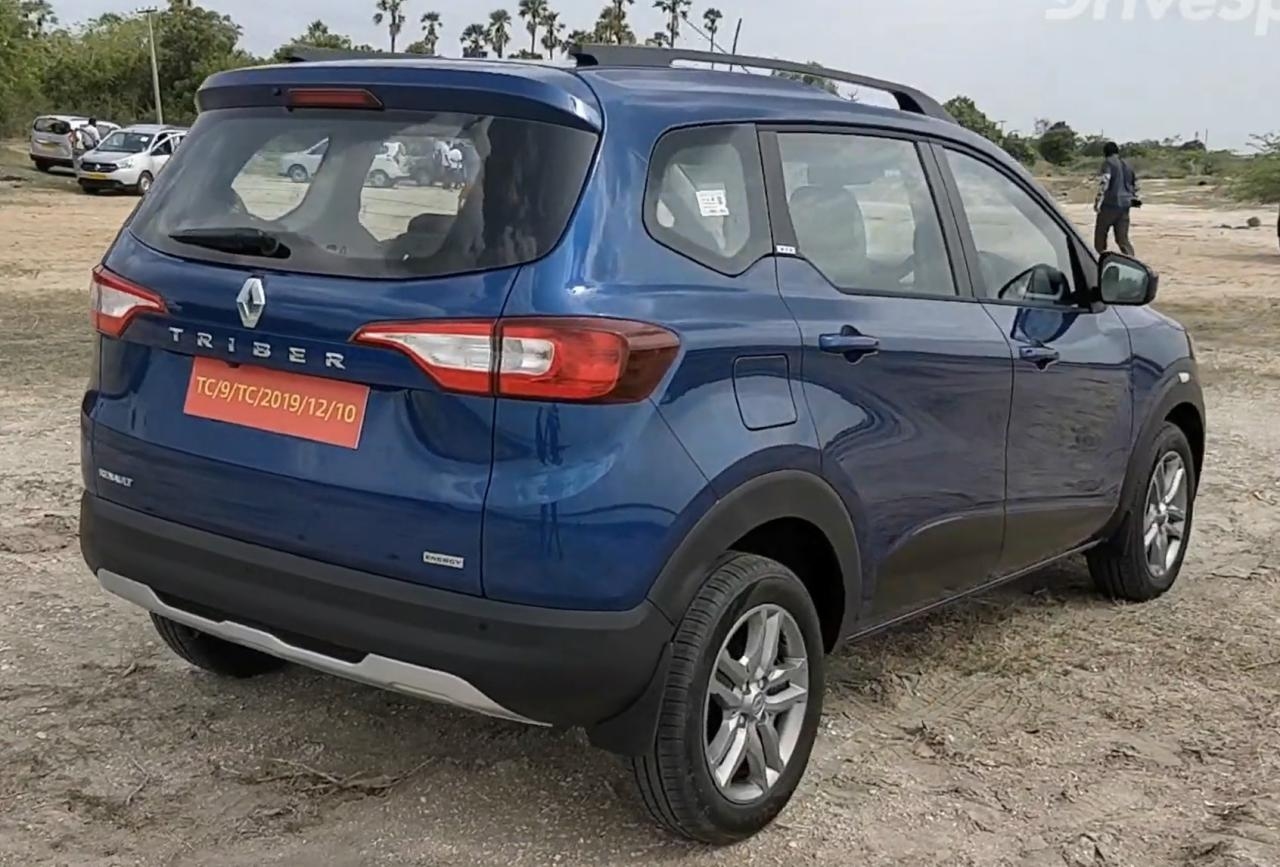
Renault Triber

Le Triber est basé sur une version modifiée de la plate-forme CMF-A de la Kwid. Le constructeur au losange a réussi à placer une troisième rangée de sièges dans un véhicule de moins de 4 mètres pour proposer 7 places, l'objectif étant de s'adapter aux politiques de l'Inde, qui taxe moins les véhicules d'une longueur inférieur à 4 mètres.
À l'intérieur, le Triber reçoit un grand écran tactile de 20 cm associé au système multimédia connecté Media Nav Evolution et une caméra de recul.

### Motorisation
Le Renault Triber est motorisé par un trois cylindres 1 litre SCe de 72 ch couplé à une boîte manuelle à 5 rapports.
|                                                      | Triber 1.0 SCe                             |
| ---------------------------------------------------- | ------------------------------------------ |
| Moteur                                               | 3 cylindres en ligne                       |
| Admission                                            | Atmosphérique                              |
| Cylindrée (cm3)                                      | 999                                        |
| Puissance maximale ch (kW)                           | 72 (53)                                    |
| au régime de (tr/min)                                | 6 250                                      |
| Couple maximal (N m)                                 | 96                                         |
| au régime de (tr/min)                                | 3 500                                      |
| Boîte de vitesses                                    | Manuelle 5 rapports Automatique 5 rapports |
| Transmission                                         | Traction                                   |
| Vitesse maximale (en km/h)                           |                                            |
| 0-100 km/h (en s)                                    |                                            |
| Consommation (en L/100 km) urbain/extra-urbain/mixte |                                            |
| Émissions de CO2 (en g/km)                           |                                            |
| Capacité du réservoir (en L)                         |                                            |
| Capacité du réservoir (L)                            | 40                                         |
| Norme environnementale                               |                                            |